# Domingo Fernández Puelma
Domingo Fernández Puelma (Rancagua, 1841-Valparaíso, 1899) fue un médico y político liberal chileno. 
Educado en el Instituto Nacional y en la Universidad de Chile, donde se tituló como médico en noviembre de 1865. Se dedicó de joven a la vida pública. Pertenecía al Partido Liberal. 
Se desempeñó como médico legista de Santiago y Rancagua. Se dedicó a controlar brotes de cólera en la zona del Cachapoal.
Fue elegido Diputado por el Rancagua, Cachapoal y Maipo (1891-1894), formando parte de la comisión permanente de Higiene y Salubridad.
Nombrado director del Hospital de Valparaíso (1895), cargo en que falleció de una extraña enfermedad (1899).